# Evelina Eriksson
Evelina Eriksson (Österhaninge, 20 augustus 1996) is een Zweedse handbalkeeper, die sinds 2022 speelt voor de Roemeense eersteklasser CSM Boekarest.

## Carrière

### Club
Eriksson begon met handbal bij de Zweedse club Haninge HK, waarvoor ze tien jaar actief was. In 2013 stapte ze over naar Team Stockholm/Spårvägens HF. Met de club won ze in 2014 het Zweeds Jeugdkampioenschap. In hetzelfde jaar maakte ze haar debuut in de Elitserie in de hoofdmacht van Spårvägens HF. Eriksson maakte 15 reddingen voor Spårvägens HF in 2014/15 en 21 keer in 2015/16.
Vanaf 2016 speelde Eriksson voor de Zweedse tweedeklasser Tyresö Handboll. Nadat ze in 2018 als tweede eindigde in de Allsvenskan met Tyresö en faalde in de promotiewedstrijd bij Skara HF, tekende ze een contract bij topdivisieclub Skuru IK. In haar debuutseizoen pareerde Eriksson tijdens de basiscompetitie, de voorronde van het Zweeds kampioenschap 42,15% schoten van de tegenstander, wat haar de beste statistiek opleverde van alle keepers in de Elitserie. In de play-offs nam Eriksson Skuru mee naar de finale van het Zweeds kampioenschap, waar ze verloor van IK Sävehof. Voor het seizoen 2020/21 verhuisde ze naar de Noorse eersteklasser Vipers Kristiansand. Met de Vipers won ze het Noorse kampioenschap in 2021 en 2022 en de EHF Champions League in 2021 en 2022.
Eriksson staat sinds het seizoen 2022/23 onder contract bij de Roemeense eersteklasser CSM Boekarest.

### Nationale team
Eriksson maakte op 28 september 2020 haar internationale debuut voor het Zweedse nationale team in een wedstrijd tegen Hongarije, tijdens het WK 2021. Ze verving Martina Thörn, die een hoofdblessure opliep.